# Пропашне
Пропашне́ — село в Україні, в Новопокровській селищній територіальній громаді Дніпровського району Дніпропетровської області. Населення — 244 мешканці.

## Географія
Село Пропашне знаходиться за 3,5 км від правого берега річки Любимівка та за 3,5 км від лівого берега річки Комишувата Сура, на відстані 1 км розташовані села Квітуче і Мирне. По селу протікає пересихаючий струмок з загатою.

## Населення

### Мова
Розподіл населення за рідною мовою за даними перепису 2001 року:
| Мова                | Відсоток |
| ------------------- | -------- |
| українська          | 95,1 %   |
| російська           | 4,5 %    |
| інші/не визначилися | 0,4 %    |

## Інтернет-посилання
- Погода в селі Пропашне

1. ↑  Рідні мови в об'єднаних територіальних громадах України — Український центр суспільних даних